# Kurgan
Kurgan (oroszul Курган) város Oroszországban, a Tobol folyó partján, Moszkvától 1973 km-re. A Kurgani terület központja.
A (tatár/türk eredetű) orosz szó eredeti jelentése 'kurgán', 'halomsír'. Neve 1782-ben keletkezett a Kurganszkaja szloboda-ból ('halomsírnál lévő szabadfalu'). A 17. században alapított település eredeti neve Carevo gorogyiscse ('cári romváros') volt.

## Népesség
Lakossága: 333 606 fő (a 2010. évi népszámláláskor), melyből 304 897 orosz, 2 768 ukrán, 1 734 tatár, 1 461 kazah, 932 azeri, 890 fehérorosz, 677 örmény, 568 német, 551 csuvas, 505 baskír, 285 cigány, 284 moldáv, 279 kirgiz, 260 üzbég, 249 tádzsik, 212 udmurt, 204 mordvin, 163 zsidó, 159 csecsen, 134 grúz, 88 lengyel, 64 mari, 63 koreai, 58 ezid, 46 mongol, 39 avar, 37 komi, 37 litván, 34 ingus, 32 görög, 30 oszét, 25 bolgár, 22 türkmén, 19 lett, 17 lezg, 16 román, 15 kínai, 13 abház, 12 dargin, 12 észt, 10 altáj, 10 kabard, 10 kalmük stb.
A Munka Vörös Zászló Érdemrendje (1982)